# 2-й Богунський провулок (Житомир)
2-й Богунський провулок ― провулок у Богунському районі Житомира.

Назва пояснюється тим, що вулиця Богунська, від якої отримав назву провулок знаходиться неподалік місцевості Богунія.

## Розташування
Провулок знаходиться в районі Видумки. Місцевість також відома за неофіційною назвою Чулочка. Бере початок стежкою від вулиці Вільський Шлях та прямує на захід до свого закінчення на перетині з Богунською вулицею, перед будинком № 4 переходячи в ґрунтову, а після будинку № 6 ― в асфальтовану дорогу.
Довжина провулку — 220 метрів (не враховуючи стежку — 115 метрів).

## Історія
Станом на 1915 рік на північ від провулка проходила межа між селом Соколова Гора Житомирського повіту та підпорядкованою місту територією. На південь від провулка розкинулися землі хутора Кокоричанка.
У 1958 році назва провулка — Богунський об'їзд.
Станом на 1968 рік забудова провулка переважно сформована.
Рішенням сесії Житомирської міської ради від 28 березня 2008 року № 583 «Про затвердження назв топонімічних об'єктів у місті Житомирі», для топоніма було затверджено назву 2-й Богунський провулок.